# Airlink
Airlink — южноафриканская региональная авиакомпания со штаб-квартирой в округе Экурхулени (Гаутенг, ЮАР), первый авиаперевозчик страны, построивший собственную маршрутную сеть между небольшими населёнными пунктами и крупными аэропортами ЮАР.
Авиакомпания полностью находится в частной собственности и не состоит в альянсе с национальным авиаперевозчиком ЮАР South African Airways, вместе с тем имея долгосрочные контракты с её дивизионом региональных перевозок South African Express.

## История
Авиакомпания Airlink была основана в 1995 году путём слияния целого ряда местных авиаперевозчиков: Midlands Aviation (образована в 1967 году), Lowveld Aviation Services, Magnum Airways, Border Air, Citi Air и Link Airways. Компании принадлежат 49 % акций оператора Zimbabwe Airlines и 40 % — Eswatini Airlink.
В 1997 года Airlink вступила в коммерческий альянс национальной авиакомпании страны South African Airways и провела ребрендинг своих самолётов под логотип торговой марки региональных перевозок South African Airlink. Несмотря на взаимовыгодное сотрудничество, в силу ряда причин в 2006 году Airlink расторгла договор о стратегическом партнёрстве с South African Airways, вернулась к собственному логотипу и первоначальному дизайну ливреи своих воздушных судов.

## Маршрутная сеть
В начале 2010 года маршрутная сеть регулярные пассажирских перевозок авиакомпании Airlink включала в себя следующие пункты назначения:
- Южная Африка
  - Блумфонтейн — Аэропорт Блумфонтейн
  - Кейптаун — Международный аэропорт Кейптаун
  - Дурбан — Международный аэропорт имени короля Чаки
  - Ист-Лондон — Аэропорт Ист-Лондона
  - Джордж — Аэропорт Джордж
  - Йоханнесбург — Международный аэропорт имени О. Р. Тамбо хаб
  - Кимберли — Аэропорт Кимберли
  - Нелспрейт — Международный аэропорт имени Крюгера Мпумаланги
  - Питермарицбург — Аэропорт Питермарицбург
  - Фалаборва — Аэропорт имени Хендрика Ван Экка
  - Полокване — Международный аэропорт Полокване
  - Порт-Элизабет — Аэропорт Порт-Элизабет
  - Умтата — Аэропорт имени К. Д. Матанзимы
  - Упингтон — Аэропорт Упингтон
- Лесото
  - Масеру — Международный аэропорт имени Мошвешве I
- Мадагаскар
  - Антананариву — Международный аэропорт Ивато
- Мозамбик
  - Бейра — Аэропорт Бейра
  - Мапуту — Международный аэропорт Мапуту
  - Пемба — Аэропорт Пемба
- Свазиленд
  - Манзини — Аэропорт Манзини
- Замбия
  - Ливингстон — Аэропорт Ливингстон
  - Лусака — Международный аэропорт Лусака
  - Ндола — Аэропорт Ндола
- Зимбабве
  - Булавайо — Международный аэропорт имени Джошуа Мгабуко Нкомо
  - Хараре — Международный аэропорт Хараре

## Флот
По состоянию на 16 марта 2010 года воздушный флот авиакомпании Airlink составляли следующие самолёты:

## Авиапроисшествия и несчастные случаи
- 24 сентября 2009 года. Самолёт BAe Jetstream 41, выполнявший перегоночный рейс 8911, разбился через несколько минут после взлёта из Международного аэропорта Дурбан. Три члена экипажа и один человек на земле получили тяжёлые ранения[3][4], командир корабля Аллистер Фримен скончался 7 октября в больнице[5].
- 18 ноября 2009 года. Самолёт Bae Jetstream 41 (регистрационный номер ZS-OMZ), выполнявший рейс SA-8488 из аэропорта Порт-Элизабет в Ист-Лондон при совершении посадки в аэропорту назначения выкатился за пределы взлётно-посадочной полосы. Никто из 32 пассажиров и экипажа на борту не пострадал. Руководство авиакомпании объяснило данный инцидент неблагоприятными погодными условиями и ограниченной видимостью в аэропорту прибытия[6].
- 7 декабря 2009 года. Лайнер Embraer ERJ-135 (регистрационный номер ZS-SJW), следовавший регулярным рейсом SA-8625, при попытке совершить посадку в аэропорту Джорджа в дождь промахнулся мимо взлётно-посадочной полосы. Никто из находившихся на борту самолёта не пострадал[7][8][9].